# Siriusmo

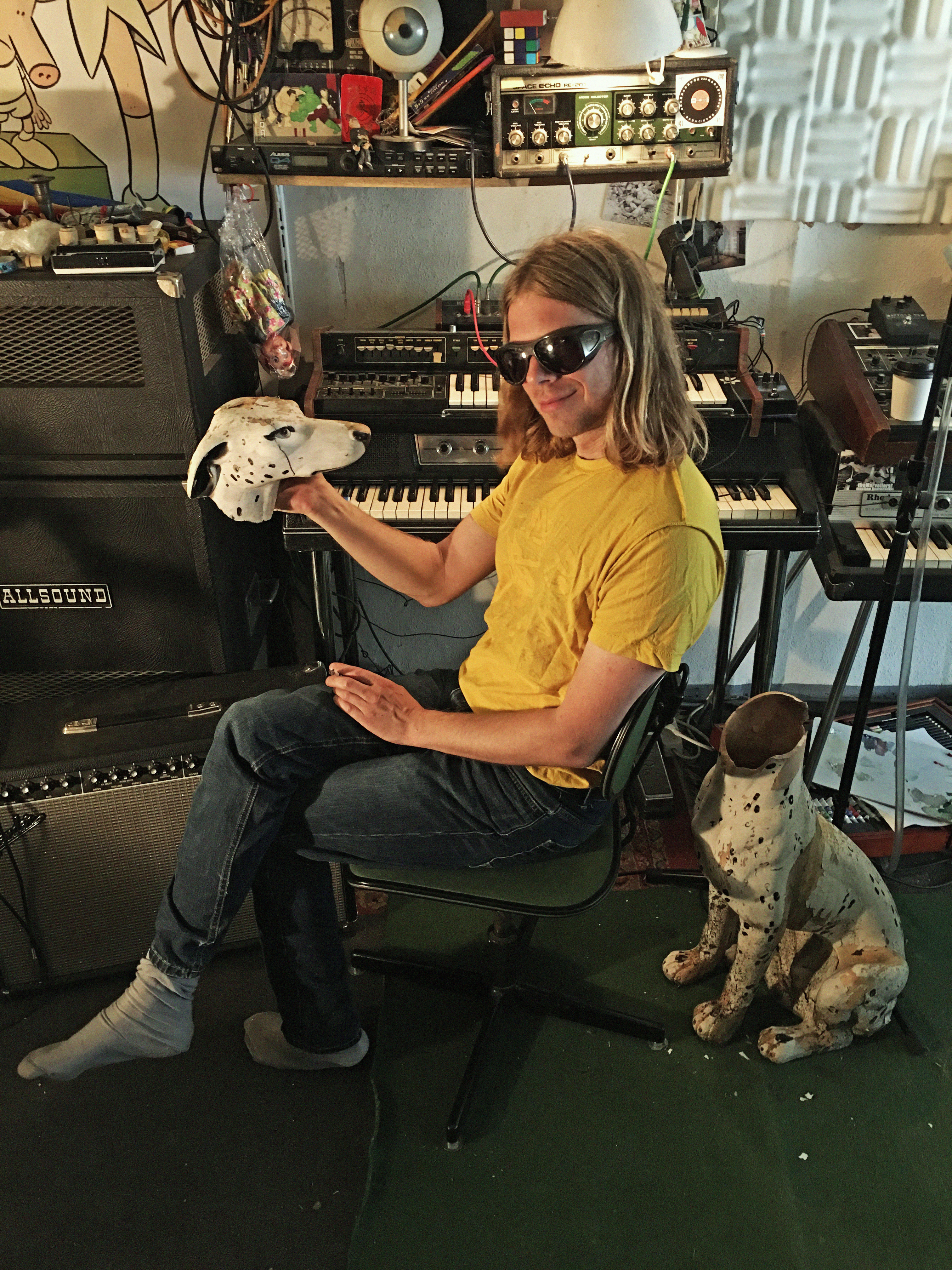
Siriusmo 2017

Siriusmo (bürgerlich Moritz Friedrich, geboren 1976) ist ein Berliner Musikproduzent. Seine Tracks können im weitesten Sinne als Techno- oder Elektrostücke beschrieben werden und sind mit vielfältigen Samples unterlegt.

## Biografie
Siriusmo wuchs in Berlin-Friedrichshagen auf und erlernte den Beruf eines Stuckateurs. Nebenher gründete er eine Fusion-Band. Musikalisch beeinflusst wurde er nach eigenen Aussagen von dem englischen Produzenten Squarepusher. Seine Freundschaft zu den Berliner Musikern Sebastian Szary und Gernot Bronsert, auch bekannt unter dem Namen Modeselektor, führte zum gemeinsamen Projekt Siriusmodeselektor, mit welchem das Trio 2015 auf Tour ging.
Im Laufe seiner Karriere, die mit der Single „Ne Me Quitte Pas“ im Jahr 2000 begann, brachte er zahlreiche Tonträger auf den Markt. Diese erschienen mit der Zeit auf unterschiedlichen Labels. Darunter auch das Modeselektor eigene Monkeytown Records, Grand Petrol Recordings und Boys Noize Records. Weiterhin veröffentlichte er eine große Zahl von Remixen, beispielsweise für Gossip, Digitalism, Scissor Sisters, Simian Mobile Disco, Boys Noize oder auch Sido. Sein Debütalbum Mosaik sowie die Vorab-EP Feronomikon / Signal erschienen im Februar 2011 auf Monkeytown Records und bietet einen Genremix in der Schnittmenge aus Techno, House, Dubstep und Hip-Hop. Neben seiner Tätigkeit als Produzent ist er als Graffiti-Künstler und Illustrator tätig. 2012 veröffentlichte er eine neue EP Doctor Beak's Rantanplant, um die Zeit bis zu dem nächsten Album zu überbrücken. Dieses erschien mit dem Titel Enthusiast im Juni 2013. Darauf singen Nicola Rost von Laing, Roman Geike und Icke von Icke & Er.
Im September 2017 meldet sich Siriusmo zurück auf Monkeytown. Seine Single Where was I? ist der Vorreiter vom darauf folgenden dritten Studioalbum Comic.
Siriusmo arbeitete zusammen mit Jakob Grunert als Filmkomponist an Daniel Brühls 2021 veröffentlichten Regiedebüt Nebenan mit. Im selben Jahr erschien das Album Nobody Is Not Loved von Solomun, der bei der Arbeit an dem Album von Siriusmo und Jakob Grunert unterstützt wurde.

## Diskografie

### Alben
- 2008: Discoding (Mini-Album) (Boys Noize Records)
- 2011: Mosaik (Monkeytown Records)
- 2013: Enthusiast (Monkeytown Records)
- 2017: Comic (Monkeytown Records)

### EPs und Singles
- 2000: Ne Me Quitte Pas (feat dana)(Mad Benton Records)
- 2002: …Is Wunderbar!(feat dana) (Bungalow)
- 2003: U Again (Endangered Music)
- 2003: Sirius (Sonar Kollektiv)
- 2004: Immer Wieder (feat dana)(Grand Petrol Recordings)
- 2005: W.O.W. (Grand Petrol Recordings)
- 2006: Ick Hab Wat Bessret Vor (Feat. Dana) (Bungalow)
- 2006: MiniRock (Grand Petrol Recordings)
- 2007: Allthegirls (Exploited)
- 2009: The Uninvited Guest EP (Monkeytown Records)
- 2009: 23 (One-Track mit Harry Axt als B-Seite) (Grand Petrol Recordings)
- 2010: The Plasterer Of Love EP (Monkeytown Records)
- 2011: Feromonikon / Signal (Monkeytown Records)
- 2012: Doctor Beaks Rantanplant EP (Monkeytown Records)
- 2017: Where was I? (Monkeytown Records)
- 2018: Zeit (Monkeytown Records)
- 2021: Marilyn (Green Berlin; Marteria feat. Siriusmo; #4 der deutschen Single-Trend-Charts am 18. Juni 2021[3])

### Remixes
- 2002: Flash & Gordon – Ich Denk Nicht Immer
- 2003: Los Fancy Free – Voltage is OK!
- 2004: Bomfunk MC’s – Hypnotic (Jan Driver & Siriusmo Doin It Again! Remix)
- 2004: Ben Mono – Protection
- 2005: Chikinki – Ether Radio (Jan Driver & Siriusmo – Bolt Remix)
- 2005: Christian Bruhn – Planet Der Kranken (Planet of Sick People)
- 2005: Christian Bruhn – Lass Uns Fliegen (Let Us Fly)
- 2005: Louie Austen – Heaven ((Jan Driver Remix), Remix produced by Siriusmo)
- 2006: Jan Driver – Bulldogg (Bullthug (Sirusmo Remix) & Bullfrog (Sirusmo Remix))
- 2006: Modeselektor – Silikon
- 2007: Jahcoozi – Double Barrel Name
- 2007: Simian Mobile Disco – It's the Beat
- 2007: Yelle – Les Femmes
- 2008: Boys Noize – & Down (Siriusmo vs. Boys Noize Mix)
- 2008: David Rubato – Circuit
- 2008: Digitalism – Echoes
- 2008: Housemeister – What You Want
- 2008: Idiotproof – Gorilla (Siriusmo's Ass of the Baboon Remix)
- 2008: Munk – The Rat Race
- 2008: Sido – Carmen
- 2008: The Puppetmastaz – So Scandalous
- 2009: Adam Freeland – Rock On
- 2009: Bag Raiders – Shooting Stars
- 2009: Bonaparte – Do You Want to Party (Siriusmo Remuch)
- 2009: Bonaparte – Who Took the Pill (Siriusmo Reprise)
- 2010: Breakbot – Baby I'm Yours
- 2009: Chromeo – Night by Night
- 2009: Modeselektor – 200007
- 2009: Modeselektor – Untitled
- 2009: The Shoes – People Movin'
- 2010: Bonaparte – Computer In Love (Siriusmo In Love Remix)
- 2010: Bodi Bill – I Like Holden Caulfield
- 2010: Bodi Bill – Tip Toe Walk
- 2010: Clare Maguire – Ain't Nobody (Siriusmo & Jan Driver Remix)
- 2010: Gossip – Heavy Cross
- 2010: Scissor Sisters – Invisible Light
- 2010: The Shoes – Stay The Same (Siriusmo & Jan Driver Remix)
- 2010: Vandroid – Master & Slave (Siriusmo 'Slave Disco' Remix)
- 2011: Boys Noize – Kontact Me
- 2011: Laing – Morgens Immer Mude
- 2011: Zombie Nation – Chickflick
- 2014: Kid Simius – Costa Del Sol (Siriusmo Remix)
- 2015: Bilderbuch – OM (Siriusmo Remix)